# Illinichernes distinctus
Illinichernes distinctus är en spindeldjursart som beskrevs av Clarence Clayton Hoff 1949. Illinichernes distinctus ingår i släktet Illinichernes och familjen blindklokrypare. Inga underarter finns listade i Catalogue of Life.